# Marczinkó Zoltán
Marczinkó Zoltán (Esztergom, 1970. november 2. –) labdarúgó, középpályás.

## Pályafutása
A márványáról híres, apró Komárom-Esztergom vármegyei településről, Süttőről származik. 10 évesen a közeli Nyergesújfalun kezdte pályafutását, a Viscosa SE-ben. 1987-ben mutatkozott be először a felnőtt csapatban. 1994-ben megyei bajnoki címet nyert csapatával, amellyel feljutottak az NB. III-ban. Ekkor keresték meg Dorogról, ahol már az első szezontól biztos helye lett a kezdőcsapatban, valamint a házi gólkirály is ő volt. Több gólja is a dorogiak javára döntött el mérkőzéseket. Elsősorban távoli és bombaerős lövéseivel lepte meg a kapusokat. Legemlékezetesebb gólja ebben a szezonban az Elektromos ellen esett 1995 májusában. A 16-os bal oldali sarkánál kapott egy átadást, amelyet elemi erővel úgy küldött kapura, hogy mielőtt a labda a hálóba vágódott volna, mindhárom kapufát érintette.
Az 1995-1996-os évadban mind amellett, hogy biztos csapattag maradt és góljai is menetrendszerűen érkeztek, a mezőny egyik legmeghatározóbb gárdájává váltak és sokáig nyílt küzdelemben álltak a bajnoki címért. Végül a 4. helyen végeztek, de az elmúlt év 13. helye után nagy előre lépésnek számított. A Magyar Kupa megyei kupa-győzelmével  az országos főtáblára kerültek. Az évad nyitó meccse máris egy rekordot hozott, ahol a klub történetének leggyorsabb gólját lőtte. A Velence ellen fél perc sem kellett a Dorognak a vezetés megszerzéséhez. A kezdőrúgást követően egyből leindították a jobb szélsőt, akinek mintaszerű beadását bombázta a kapuba. A bajnokság egyik legemlékezetesebb meccsén is főszerepet játszott, ahol Komárom ellen a két gólos hátrányt az utolsó percben lőtt két góllal fordították a maguk javára. Az egyenlítő gólból tevékenyen vette ki részét, majd alig egy perccel később a győztes gólt maga szerezte. A középkezdés után azonnal labdát szereztek a dorogiak, majd egy remek átadással Marczinkót indították a jobb szélen, aki elnyargalt és a jobb összekötő helyéről futtából bombázott a léc alá. Az ellenfél kapuját az egykori tatabányai, Mázi Tamás védte.
Az 1996-1997-es évad hozta az igazi sikert, miután megnyerték a bajnokságot és újfent a Kupa megyei döntőjét, ahol a Tatabányát 6:0 arányban kiütötték. A sikeres osztályozót követően közvetlenül az NB. I/B-be jutottak. Bár a következő évben szerencsétlenül kiestek, mégsem volt szégyenkezni valójuk. Marczinkó mindjárt a nyitó meccsen a dorogiak első gólját szerezte a Nagykanizsa ellen a 4-1-es győzelemmel zárult mérkőzésen. A kanizsaiak ellen idegenben is nyertek, és ott is eredményes volt. Az év legnagyobb negatív eseményénél is főszerepet játszott. A Szeged ellen két gólos vezetésnél 11-est hibázott a II. félidő derekán, s végül az ellenfél nyert 3-2-re. Az új évadban jól szerepeltek az NB. II-ben, ahol dobogós helyen végeztek. Újabb kupa-siker következett 1999 nyarán. A megyei döntőben a Kiprich Józseffel és Vincze Istvánnal felálló Tatabánya ellen nyertek 3-1-re és jutottak az országos főtáblára. A Dorogiak első gólját Marczinkó szerezte egy hatalmas bombagóllal.
Egy évvel később feljutottak az NB. I-be, pedig a csapat üres kasszával játszotta végig a tavaszi szezont. Társaihoz és Honti Józsefhez hasonlóan ő is maradt és becsületből nem csak végig játszották a bajnokságot, de teljesítették az eredeti célkitűzést is. A magasabb osztályban sikerült megkapaszkodni, azonban anyagi okok miatt a Dorog 2002-ben már nem vállalta az NB. I/B-s indulást. Ekkor döntött úgy, hogy elhagyja a klubot és visszatért a nyergesi anyaegyesületéhez, amely akkor már Zoltek SE néven szerepelt. 2005-ben egy év erejéig szülőfalujának csapatában is megfordult, majd újra Nyergesre igazolt és végül ott is fejezte be aktív játékos pályafutását 2010-ben.

## Sikerei, díjai

### A Viscosa csapatával
- Bajnoki cím (Megyei I. – 1994)

### A Dorogi FC játékosaként
- Bajnoki cím (NB. III. – 1997)
- Bajnoki bronzérem (NB. II. – 1999)
- NB. I/B-be jutás (1997)
- NB. I.-be jutás (kiemelt másodosztály – 2000)
- Háromszoros Magyar Kupa Megyei kupa-győztes (1996, 1997, 1999)

## Családja
Ipari vezérléstechnikával és automatizálással foglalkozik. Jelenleg is Nyergesújfalun él feleségével és kisfiával. Hobbi szinten még most is focizik kis- és nagypályán egyaránt.